# NGC 5783
NGC 5783 (другие обозначения — NGC 5785, UGC 9586, MCG 9-24-50, ZWG 273.33, IRAS14519+5216, PGC 53217) — спиральная галактика с перемычкой (SBc) в созвездии Волопас.
Этот объект занесён в новый общий каталог несколько раз, с обозначениями NGC 5783, NGC 5785.
Галактика входит в число перечисленных в оригинальной редакции «Нового общего каталога».